# 小杉理紗
LISA /小杉理紗（こすぎ りさ、2001年3月8日 - ） は、日本の女性キックボクサー 。 BLITZ GYM 所属 。STUDIO RIXEE (スタジオ リクシー)の代表。
| 小杉 理紗 (LISA) | 小杉 理紗 (LISA)                    |
| ---------------- | ----------------------------------- |
| 別名             | LISA (リングネーム) 小杉理紗 (本名) |
| 生誕             | 2001年3月8日                        |
| 出身地           | 日本・静岡県浜松市                  |
| 学歴             | 高等学校卒業                        |
| 職業             | BLITZ GYM 所属 STUDIO RIXEE 代表    |
| プロデビュー     | 2018年 -                            |
| 所属             | BLITZ GYM (ブリッツ ジム) (2010年-) |
| 身長             | 168cm                               |
| 体重             | 54kg                                |
| 国籍             | 日本                                |

## 来歴
小学3年生の時に父がキックボクシングジム (現 BLITZ GYM)を開いた影響でキックボクシングを始め、高校3年(18歳)時にJ-NETWORKにて認定プロライセンスを取得。高校卒業後、STUDIO RIXEEを開業し、現在も代表として務める。
現在はINNOVATION所属。